# 60972 Matenko
60972 Matenko è un asteroide della fascia principale. Scoperto nel 2000, presenta un'orbita caratterizzata da un semiasse maggiore pari a 2,6874894 UA e da un'eccentricità di 0,1652525, inclinata di 11,79317° rispetto all'eclittica.
L'asteroide è dedicato all'astronomo slovacco Alexander Pravda, soprannominato dai colleghi, a causa dei suoi numerosi interessi in vari campi, Matenko dal termine mateno che in lingua slovacca significa confusione.